# Mae Wang (huyện)
Mae Wang (tiếng Thái: แม่วาง) là một huyện (‘‘amphoe’’) ở miền trung của tỉnh Chiang Mai in phía bắc Thái Lan.

## Địa lý
Các huyện giáp ranh (từ phía nam theo chiều kim đồng hồ) là Doi Lo, Chom Thong, Mae Chaem, Samoeng, Hang Dong và San Pa Tong of Chiang Mai Province.

## Lịch sử
Tiểu huyện (King Amphoe) được thành lập ngày 1 tháng 4 năm 1990, khi 4 tambon Ban Kat, Thung Pi, Thung Ruang Thong and Mae Win được tách khỏi San Pa Tong. Ngày 7 tháng 9 năm 1995, tiểu huyện đã nâng thành huyện.

## Hành chính
Huyện này được chia thành 5 phó huyện (tambon), các đơn vị này lại được chia thành 62 làng (muban). Ban Kat là một thị trấn (thesaban tambon) nằm trên một phần của tambon Ban Kat and Don Pao. Ngoài ra có 5 tổ chức hành chính tambon (TAO).
| Số TT | Tên               | Tên tiếng Thái | Số làng | Dân số |  |
| ----- | ----------------- | -------------- | ------- | ------ |  |
| 1.    | Ban Kat           | บ้านกาด         | 13      | 5.544  |  |
| 2.    | Thung Pi          | ทุ่งปี้            | 12      | 4.602  |  |
| 3.    | Thung Ruang Thong | ทุ่งรวงทอง       | 8       | 2.650  |  |
| 4.    | Mae Win           | แม่วิน           | 19      | 10.879 |  |
| 5.    | Don Pao           | ดอนเปา         | 10      | 7.196  |  |